# Хасонке
Хасонке — народ, принадлежащий группе мандинго, проживающий на северо-западе Мали, в районе слияния рек Бакой и Бафин, а также вдоль реки Сенегал до устья Колимбине. Помимо этого, характерно расселение в северных отрогах Фута-Джаллона и Мандингских гор. Основная религия — суннизм, но также характерна приверженность к культу природы. Хасонке были сформированы в результате перехода к оседлому образу жизни некоторых групп народа фульбе, а также их смешения с другими группами народов мандинго и сонинке в XII веке. Серьёзную роль в формировании народа хасонке сыграло раннеполитическое образование — «королевство» Хассо (XVIII—XIX вв.) во главе с правителями фанкама-у, которые опирались на сильную военную организацию. (Арсеньев 1999: 595; Первушин 1997: 48-51).

## Основные занятия
Образ жизни, а также материальная и духовная культура народа хасонке практически в полной мере соответствует культуре народа мандинго. Лишь антропологический тип и родовые имена и легенды об их происхождении сближают их с народом фульбе. Основное занятие народа хасонке — тропическое земледелие. Выращивают кукурузу, фонио, просо, суходольный рис. Помимо этого, по-прежнему развит традиционный обмен со скотоводами фульбе. (Арсеньев 1999: 595; Наумов 1979(ред.): 352; Первушин 1997: 48-51).

## Пища
Наоболее распространённое блюдо среди народа Хасонке — мучное блюдо кускус с мясными и растительными соусами. (Арсеньев 1999: 595).

## Социальная организация
В основе общественной организации лежит патрилатеральная (возможность связи эго с родственниками со стороны отца), вирилокальная (проживание женатой пары с семьей мужа) большая семья. Характерно широкое распространение полигинии (брак одного мужчины с более чем с одной женщиной). Общественная структура включает в себя родовые эпигамные группы, которые связаны системой родства «джаму». (Арсеньев 1999: 595; Наумов 1979(ред.): 352; Ковалёв 1979(ред.): 422; Ольдерогге 1954(ред.): 289—290).

## Традиции
Традиционные жилища народа хасонке глинобитные, прямоугольной и круглой формы. Традиционной одеждой у мужчин являются короткие рубахи и штаны, у женщин — кусок ткани, обёртываемый вокруг бёдер. При общей исламизации хасонке у народа по-прежнему сохраняется традиционная вера и культ сил природы, в частности, существуют тайные союзы. (Арсеньев 1999: 595; Наумов 1979(ред.): 352; Ольдерогге 1954(ред.): 289—290).